# Schloss Malberg

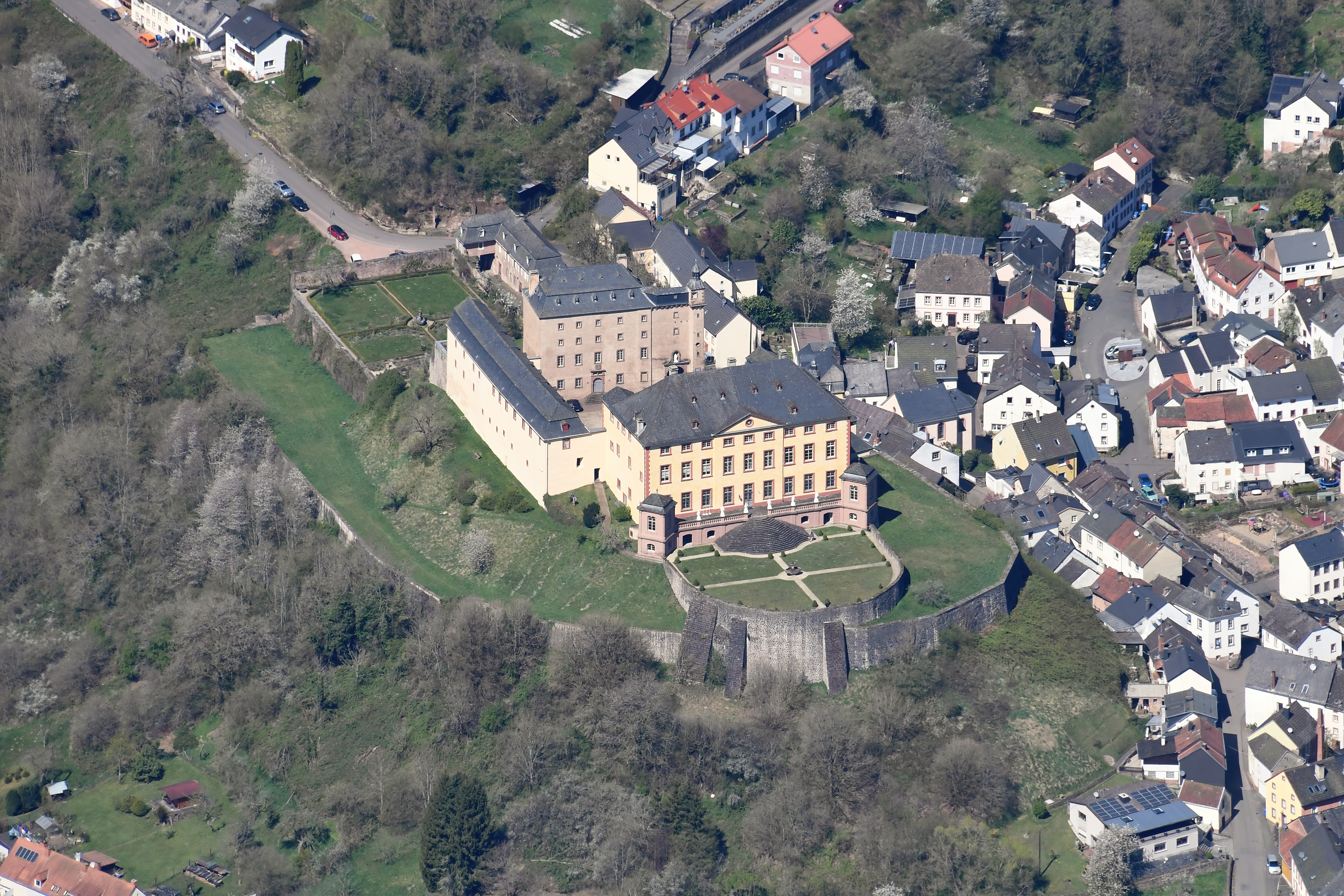
Luftbild der Gesamtanlage von Süden (2022)

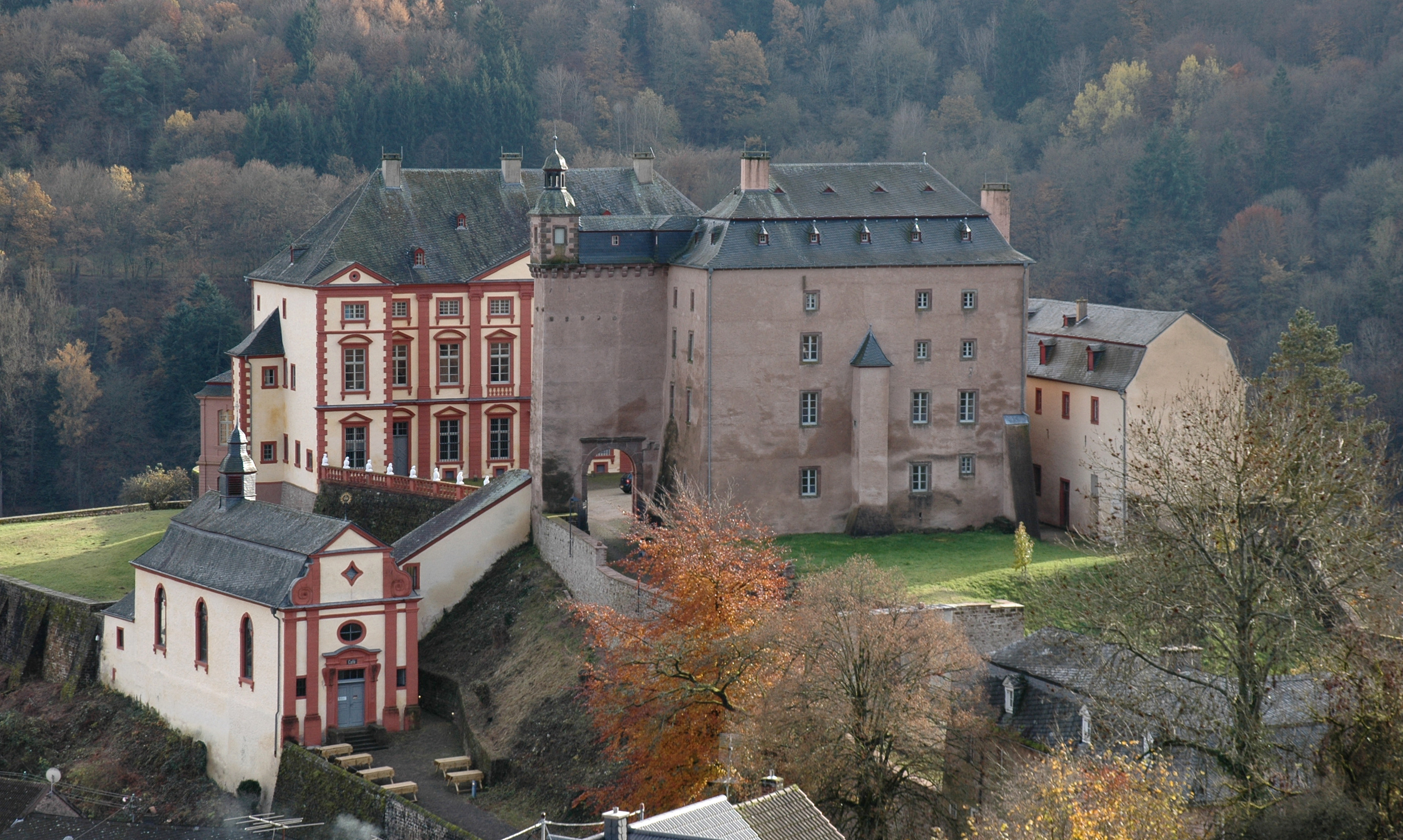
Ansicht der Gesamtanlage von Norden, 2012

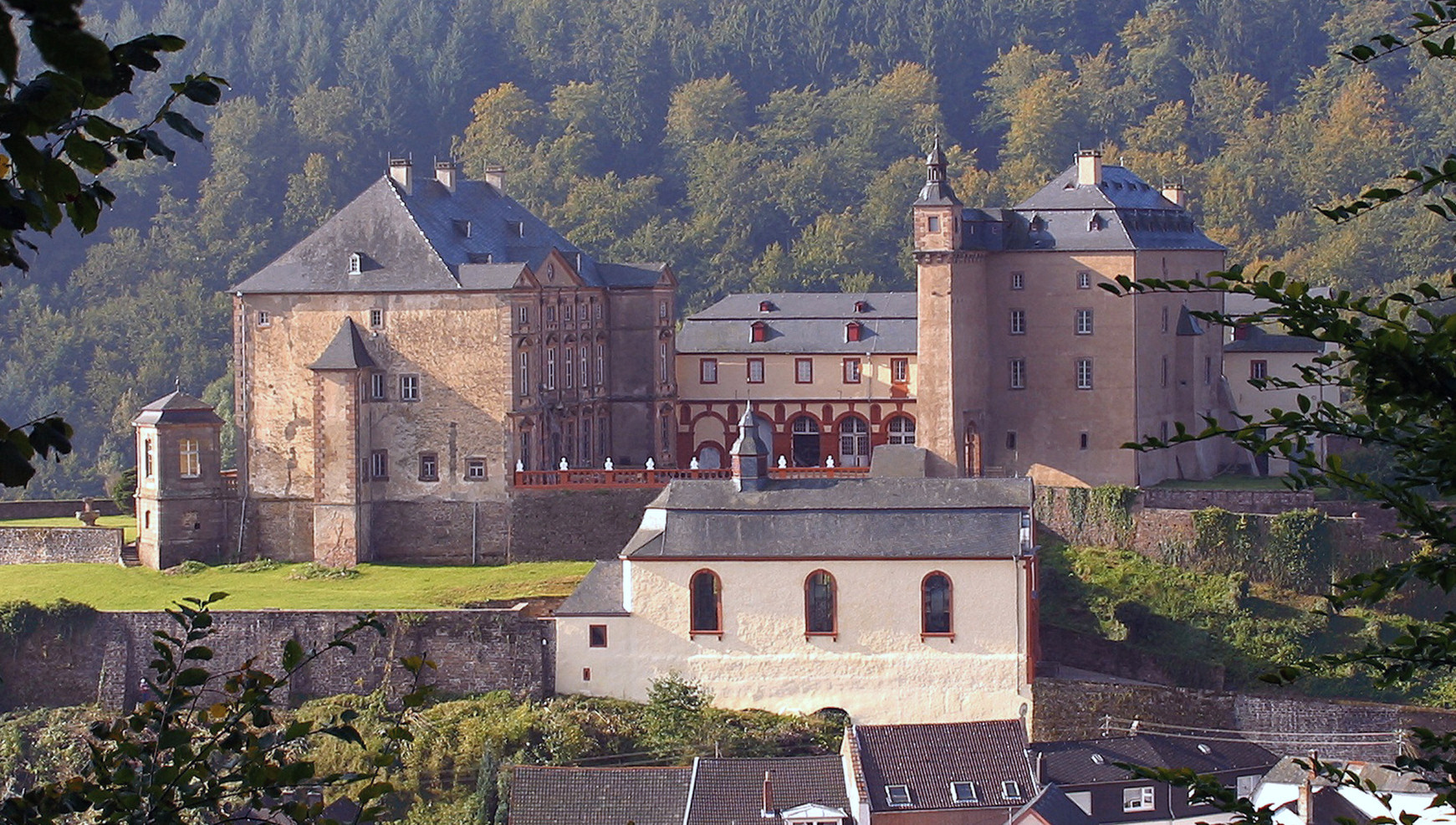
Ansicht der Gesamtanlage von Nordosten, 2009

Das Schloss Malberg ist ein barockes Schloss in der Ortsgemeinde Malberg im rheinland-pfälzischen Eifelkreis Bitburg-Prüm. Die Schlossanlage liegt oberhalb des Ortes auf der langgestreckten Landzunge eines Talkessels an der großen Kyllschleife in der Kyllburger Waldeifel. Die weithin sichtbare Landmarke ist eine für Rheinland-Pfalz einmalige, barocke Palladio-Rezeption, denn sie ist der von dem berühmten Architekten entworfenen Villa Valmarana in Italien nachempfunden.
Die Anlage verdankt ihr heutiges Aussehen dem Kölner Weihbischof und Generalvikar Johann Werner von Veyder, der Anfang des 18. Jahrhunderts einen schlichten Renaissance-Vorgängerbau umgestalten und um diverse Bauten im Stil des Barocks ergänzen ließ. Durch Heirat der Erbtochter Ernestine von Veyder kam das Schloss in bürgerlichen Besitz. Ab 1989 war die Verbandsgemeinde Kyllburg Eigentümerin. Sie ließ die Anlage zusammen mit dem 1996 gegründeten Förderverein Schloss Malberg e. V. ab 1990 Stück für Stück und mit Hilfe von Fördergeldern in Millionenhöhe sichern, instand setzen und restaurieren. Heutige Eigentümerin ist die Verbandsgemeinde Bitburger Land, in der die Verbandsgemeinde Kyllburg Mitte 2014 aufging.

## Geschichte

### Die Anfänge

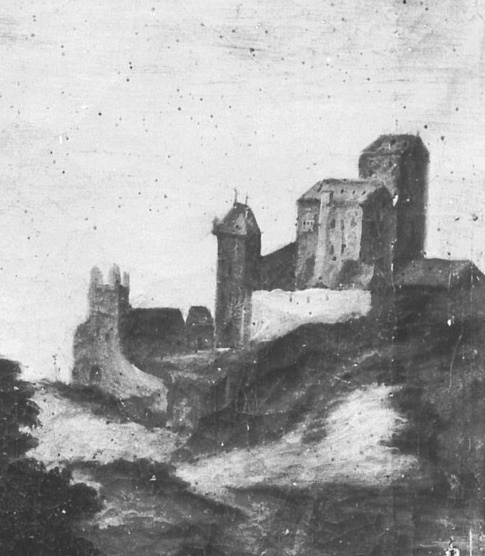
Ober- und Unterburg, Ausschnitt aus einem Gemälde von 1635

Die Ursprünge der Herrschaft Malberg und einer gleichnamigen Burg liegen im Dunkel der Geschichte. Etymologisch deutet das althochdeutsche Wort mahal auf eine germanische Richt- und Versammlungsstätte hin, die meist auf einem Hügel gelegen war. Mit Ravengar („vir nobilis Ravengar“) wurden die Edelherren von Malberg 1008 erstmals urkundlich genannt. Er stammte aus einem in Eifel und Hunsrück reich begüterten Geschlecht und war zu jener Zeit Herr zweier dicht nebeneinander liegender Burgen – Ober- und Unterburg genannt – im umstrittenen Bereich zwischen Kurtrier und der Grafschaft Luxemburg. Seine Familie kam in Konflikt mit dem Kaiser, sodass Friedrich II. den Befehl gab, die in einer Urkunde von 1204 als „castrum“ bezeichnete Burg abreißen zu lassen, und sie mit einem Wiederaufbauverbot belegte. Letzteres wurde wohl nicht befolgt, da schon 1224 im Testament Theoderichs und Agnes’ von Malberg eine Burgkapelle erwähnt wird. Die beiden hatten ihren Burganteil an Walram von Limburg veräußert, der ihn an den Trierer Erzbischof Theoderich II. von Wied weiterverkaufte. Im Gegenzug wurde Walram 1238 vom Erzbischof, der sich das Öffnungsrecht für die Burg sicherte, wieder mit dem trierischen Anteil belehnt.
Durch Heirat gelangte die Malberger Oberburg 1273 in den Besitz der Familie von Reifferscheid. 1280 verkauften die Herren von Finstingen aus Geldnot die Unterburg an ihren Verwandten, den auf Burg Malberg geborenen Trierer Erzbischof Heinrich II. von Finstingen. Zwei Jahre später war ein Edelherr von Malberg Seneschall von Luxemburg, weswegen von einem bestehenden Lehnsverhältnis ausgegangen werden kann. Schriftlich erwähnt wird ein solches aber erst 1302, als sich der Herr von Malberg gemeinsam mit vielen anderen Adligen aus der Eifel und den Ardennen unter den Schutz des mächtigen und aufstrebenden Hauses Luxemburg begab. Durch Weiterbelehnungen und Verpfändungen sowohl der Ober- als auch der Unterburg ergab sich im Laufe der Zeit eine lehnsrechtlich verworrene und strittige Situation, sodass sich Luxemburg und Trier im Jahr 1404 darauf einigten, gleiche Rechte an beiden Burgen zu besitzen. Zugleich wurden die Herren von Reifferscheid als Erbburggrafen anerkannt. In jenem Jahr war die Unterburg teilweise schon niedergelegt.

### Umbauten
1588 erwarb Joachim von Manderscheid-Schleiden die halbe Freiherrschaft Malberg und baute von 1591 bis 1597 am Ort der Oberburg ein neues Wohnhaus in den Formen der Renaissance; den sogenannten Altbau. Der andere Teil kam über die Erbtochter Katharina von Malberg an deren Sohn Florimond aus ihrer Ehe mit Francois d’Ardre. Er verpfändete seinen Anteil an der Anlage im Jahr 1615 für ein Darlehen über 3583 Reichstaler an Cornelius von Veyder. Dessen Sohn Johann Heinrich war Amtmann in Malberg. Auf einem Porträt von ihm aus dem Jahr 1635 sind im Hintergrund die beiden Malberger Burgen dargestellt. Demnach bestand die Unterburg aus einem Turm mit Kammertor und zwei Wohnbauten, die etwa an der Stelle des heutigen Brauhauses standen. Die Oberburg wurde gebildet durch den Altbau sowie einen hohen Torturm, der in einem Lehnsrevers von 1503 Langer Turm genannt wurde. Südöstlich des Altbaus stand zudem ein mächtiger viereckiger Turm, der wie ein gotischer Wohnturm aussah. Zwischen Turm, Altbau und Ringmauer gab es einige niedrige Nutzbauten. Zwischen 1678 und 1681 kauften Johann Heinrichs Söhne Johann Christoph und Johann Werner die gesamte Herrschaft Malberg von den Erben d’Ardre und der Familie von Criechingen. Zu jener Zeit war die Burg in einem schlechten baulichen Zustand.

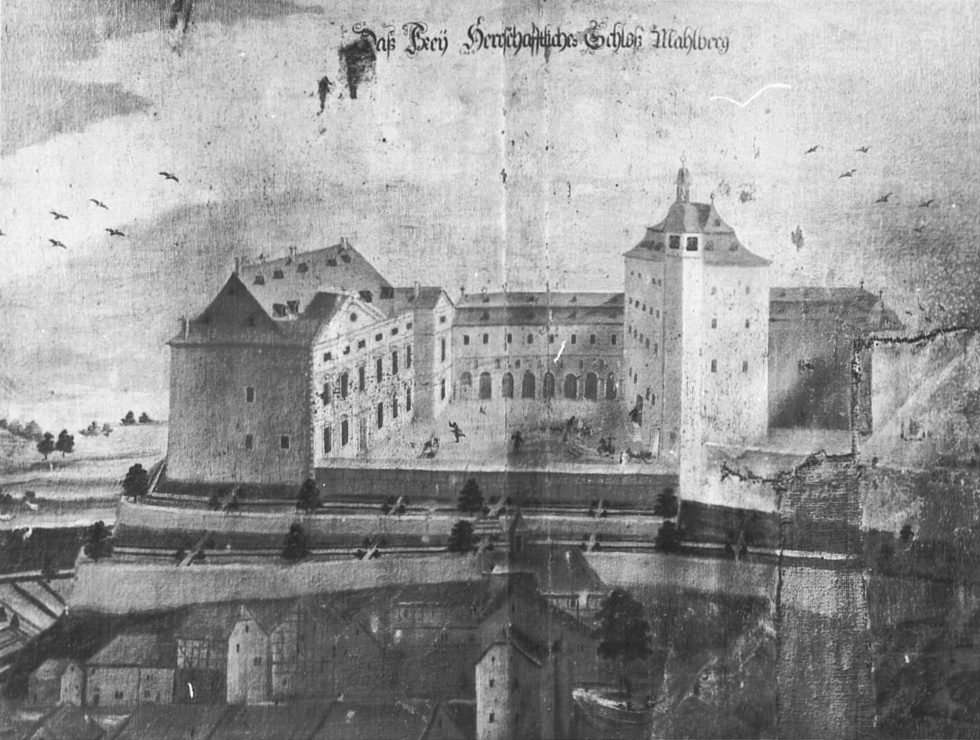
Gemälde des Schlosses nach der Erweiterung, aber noch vor Anlage des Runden Gartens

Der Kölner Weihbischof Johann Werner von Veyder ließ ab 1707 oder 1708 umfangreiche Arbeiten an der Anlage durchführen und sie damit zu einem barocken Schloss umgestalten. Durch ihn erhielten die Gebäude im Wesentlichen ihr heutiges architektonisches Aussehen, das dem einer südländischen Villa ähnelt. Die Planungen dazu stammten von dem am Düsseldorfer Hof tätigen und aus Venedig stammenden Architekten Matteo Alberti. Er schuf unter anderem auch das Neue Schloss in Bensberg, die Ursulinenkirche in Köln und die Karmelitessenkirche in Düsseldorf. Begonnen wurde 1707/08 mit der erneuten Umgestaltung sowie Erweiterung des Altbaus, dessen Fertigstellung 1709 gefeiert werden konnte. Bis 1714 wurde die Schlosskapelle und von 1710 bis 1714 der Arkadenbau errichtet, der das zwischen 1712 und 1714 Neue Haus mit dem Altbau verband. Um 1713 ließ von Veyder anstelle der Unterburg den sogenannten Eisernen Garten anlegen. Die ihn umgebenden Pfeiler und sein eisernes Staket stammen von 1714. Ihren Abschluss fanden die Umgestaltungen 1715 mit der Beendigung des Innenausbaus im Neuen Haus. Der Sohn von Johann Werners Vetter, Franz Moritz von Veyder, den Kaiser Karl VII. am 10. Januar 1792 in den Reichsfreiherrenstand erhob, ließ die Ausstattung des Schlosses vollenden und die Anlage um 1730 um den sogenannten Runden Garten ergänzen. Die Pläne dazu lieferte der aus Sachsen stammende Architekt Christian Kretzschmar, der seit 1728 für die Abtei Mettlach tätig war und das dortige Abteigebäude sowie die Kirche des Klosters Himmerod entworfen hat. Danach gab es ab der Mitte des 18. Jahrhunderts keine wesentlichen baulichen Veränderungen mehr.

### In bürgerlichem Besitz
Zur Zeit der Französischen Revolution floh Baron Peter-Ernst von Veyder mit seiner Familie vor anrückenden Revolutionstruppen, die das linksrheinische Gebiet besetzten. Nur sein ältester Sohn Karl blieb in Malberg, um den Familienbesitz weiterhin zu verwalten. Dabei hatte er aber kein sonderlich gutes Händchen. Er wirtschaftete schlecht und führte einen überaus großzügigen Lebenswandel, sodass er hohe Schulden anhäufte. Als er dann zu allem Überfluss 1803 das säkularisierte Kloster St. Thomas kaufte und es einer befreundeten Familie schenkte, ließen seine erbosten Gläubiger daraufhin die Güter der Familie nach und nach versteigern. Schließlich besaßen die Barone von Veyder-Malberg nur noch das Schloss und einige wenige Ländereien. Erschwerend kam hinzu, dass die Familie durch den eingeführten Code civil sämtliche ihrer herrschaftlichen Rechte eingebüßt hatte. Dadurch hatten sie einen Großteil ihrer zuvor aus Renten bestehenden Einkommen verloren. Karl von Veyder-Malberg kam nur dank der Hilfe mitleidiger Verwandter über die Runden. Karls Tochter Ernestine brachte das Schloss 1823 in die Ehe mit dem Trierer Oberförster Franz Gerhard Schmitz. Die Mesalliance brachte eine finanzielle Gesundung für die Herrschaft, sodass die heruntergekommenen Gebäude endlich instand gesetzt werden konnten.

Schloss Malberg vor 1904

Zu Beginn des 19. Jahrhunderts wurde die Schlosskapelle der Gemeinde Malberg als Pfarrkirche zur Verfügung gestellt. Aus diesem Grund wurde der Bau 1826 um eine Achse nach Westen verlängert und eine Sakristei errichtet. Renovierungsarbeiten des 19. Jahrhunderts im Neuen Haus veränderten besonders das Treppenhaus. Nach einem Brand im Jahr 1865 erhielt das Gebäude zudem noch im gleichen Jahr ein neues Dach. Die beiden Weltkriege konnten der Anlage indes kaum schaden.
Das Schloss blieb bis 1989/90 im Besitz der Familie Schmitz-Malberg und diente bis 1985 einige Jahrzehnte lang als Pension. Als jedoch erneut Renovierungs- und Sanierungsmaßnahmen anstanden, die für die Eigentümer finanziell nicht tragbar waren, verkauften diese das Schloss an die Verbandsgemeinde Kyllburg. Es schlossen sich umfangreiche Sicherungs-, Instandsetzungs- und Restaurierungsarbeiten an, deren Kosten in Höhe von rund zehn Millionen Euro unter anderem durch EU- und Landesmittel gedeckt wurden. Seit einigen Jahren wird nun nach einem Käufer für die Anlage gesucht, der Preis soll 600.000 Euro betragen. Ungeachtet dessen wurde im Juli 2014 eine Stiftung gegründet, deren Kapital in Höhe von 1,2 Millionen Euro den Erhalt des Schlosses sichern soll.

### Heutige und zukünftige Nutzung
Seit drei Räume des Neuen Hauses im Sommer 2008 instand gesetzt worden sind, können diese von April bis Oktober jeden Samstag im Rahmen einer Führung entgeltlich besichtigt werden, ein Raum wird vom Standesamt Kyllburg auf Wunsch für Trauungen benutzt.
In der ehemaligen Schlosskapelle ist heute ein Café beheimatet. Dieses dient auch als Veranstaltungsraum für offizielle Empfänge, Ausstellungen und Konzerte.

## Beschreibung

Grundriss der Anlage

Das etwa 160 × 40 Meter messende Schlossareal besitzt annähernd die Form eines länglichen Rechtecks, das sich auf einem Bergrücken von Nordwesten nach Südosten erstreckt. Das Gelände ist terrassiert und teils mit Futtermauern abgestützt. Die Südwest-Seite fällt steil ins Kylltal ab.
Der Besucher betritt das Schlossareal durch das schlichte äußere Tor im Nordwesten der Anlage. Der Schlussstein des Torbogens ist in Form einer grotesken Maske gearbeitet, die Unheil abwenden soll. Darüber findet sich im Segmentgiebel das Wappen der Familie von Veyder. Dem Tor schließt sich in östlicher Richtung das ehemalige Brauhaus von 1714 an, das heute zu Wohnzwecken dient.

### Eiserner Garten
Dem Brauhaus gegenüber liegt der Eiserne Garten, dessen Namen sich von dem ihn einst umgebenden schmiedeeisernen Staketenzaun ableitet. Dieser wurde im 19. Jahrhundert jedoch durch eine Mauer ersetzt. Erhalten sind von ihm noch die steinernen Pfeiler mit bekrönenden Blumenkörben und Vasen sowie das zweiflügelige Gittertor im barocken Bandelwerk-Stil. Es stammt vermutlich vom Beginn des 18. Jahrhunderts und damit aus der gleichen Zeit, in welcher der Garten angelegt wurde. Das Tor wurde samt Oberlicht in den Jahren 2003 bis 2005 restauriert. Der Garten, dessen Grunddisposition bis heute erhalten blieb, orientierte sich an französischen Vorbildern und diente als Lust- aber auch als Nutzgarten, in dem unter anderem Gemüse und Heilpflanzen angebaut wurden. In seiner Mitte steht ein steinerner Brunnen aus der zweiten Hälfte des 18. Jahrhunderts mit einem Becken in Vierpassform und Wasserspeier in Form von Meerwesen.

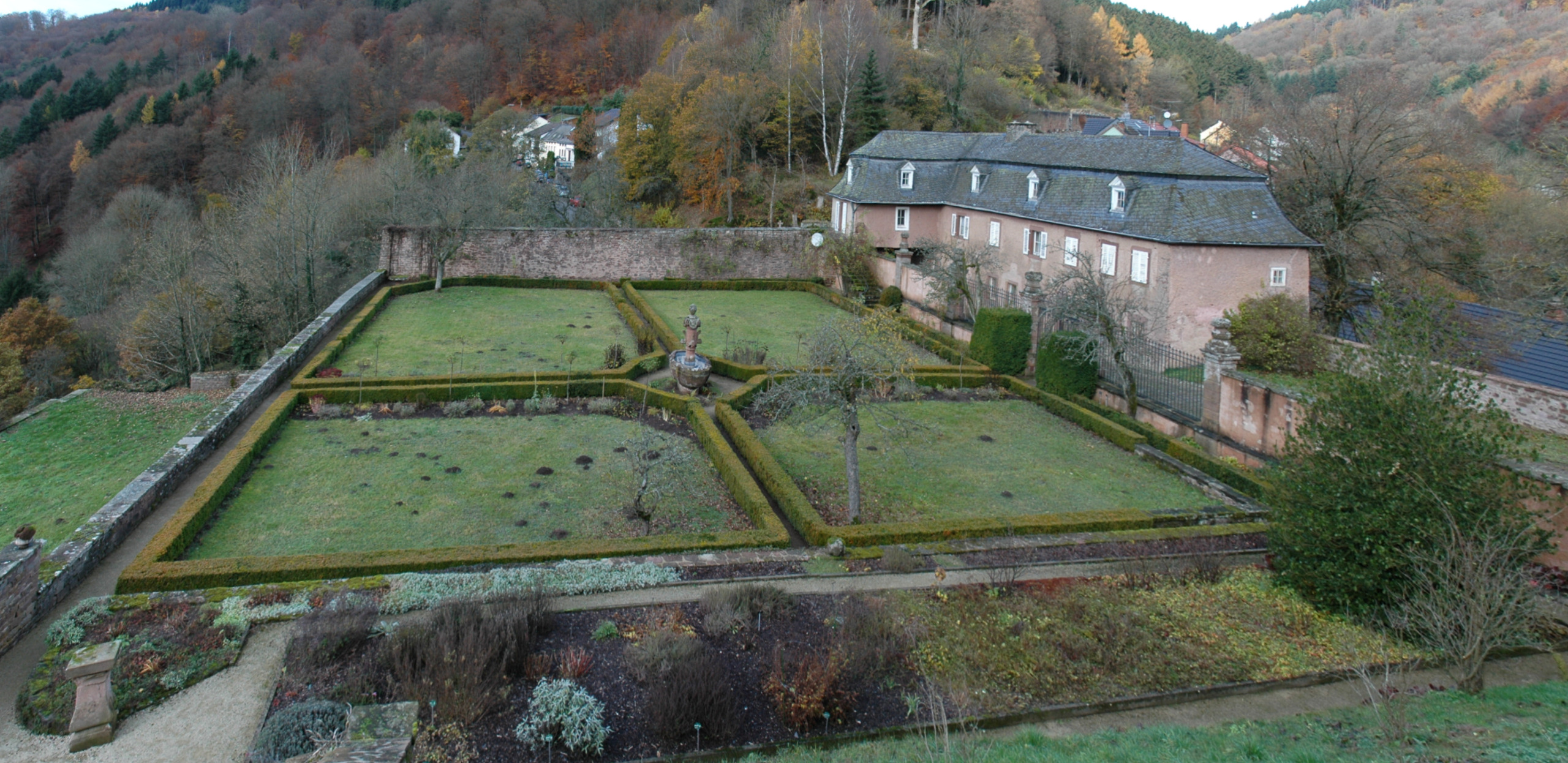
Panorama des Eisernen Gartens; rechts im Bild: das Brauhaus
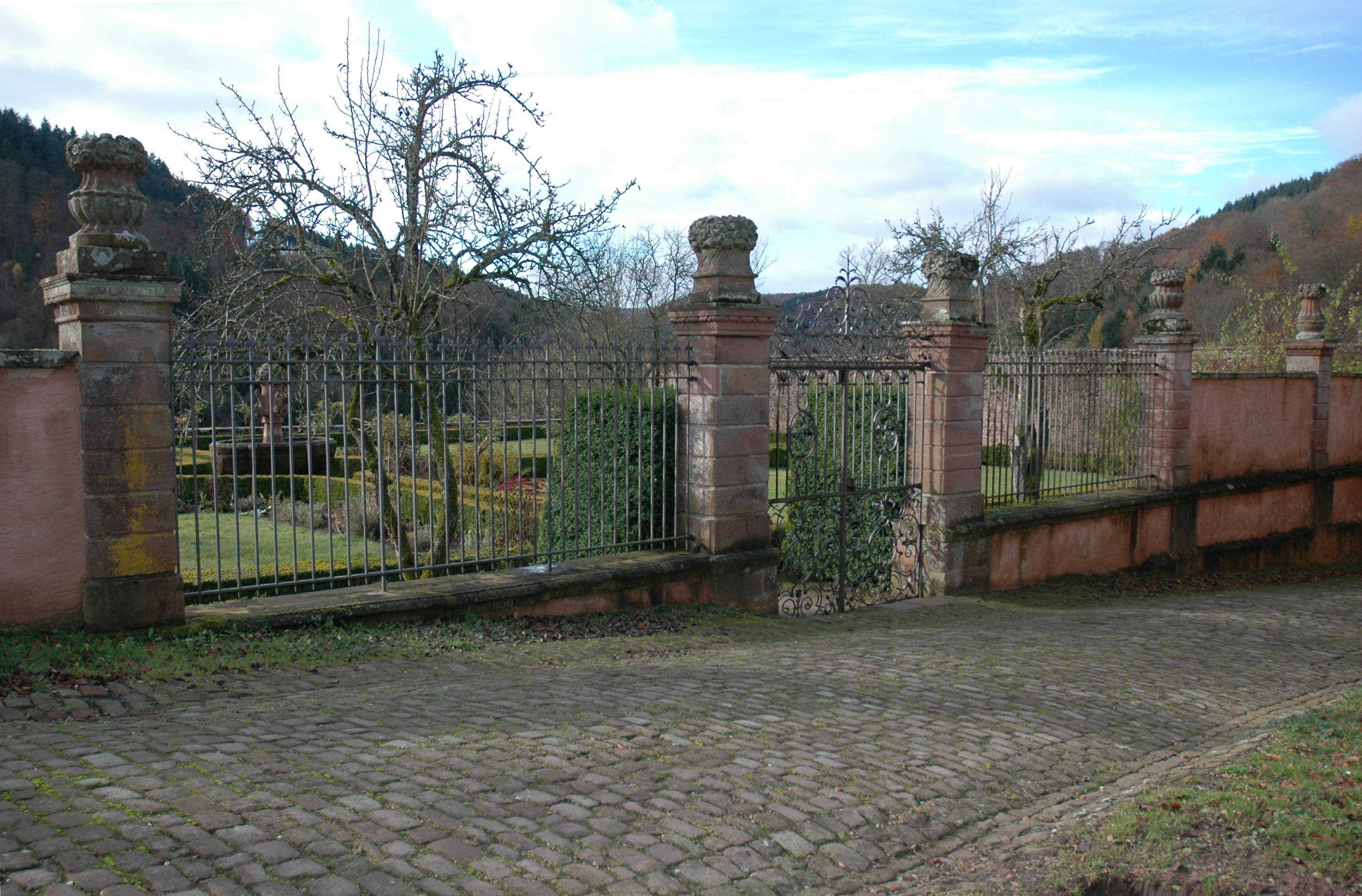
Staketenzaun des Eisernen Gartens
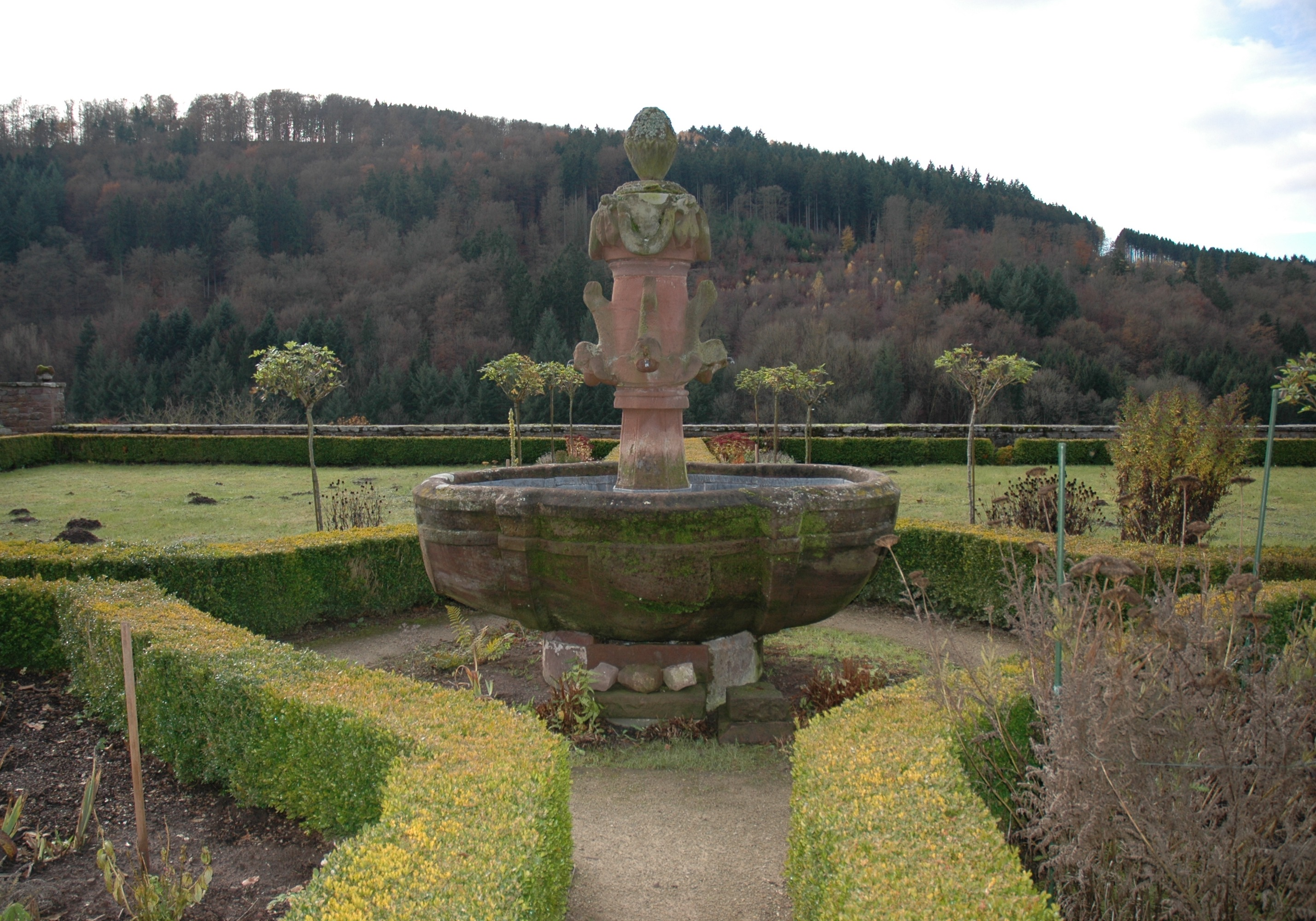
Brunnen im Eisernen Garten

### Altbau und Uhrtürmchen
Über das mittlere Tor, das dort 1714 anstelle des früheren Torturms errichtet wurde, führt ein ansteigender Weg zum inneren Tor, das nördlich von dem sechsgeschossigen Uhrtürmchen flankiert wird, während sich an der Südseite der Altbau vom Ende des 16. Jahrhunderts anschließt. Die drei Bauten begrenzen gemeinsam die Nordwestseite eines fast quadratischen Schlosshofs, der auch an zwei weiteren Seiten von Gebäuden gesäumt wird. Lediglich im Nordosten stehen keine Bauten, dort wird der Hof von einer Balustrade begrenzt. Über dem gequaderten Torbogen des inneren Tores befindet sich auf der Hofseite eine Nische, in der eine in Bleiweiß gefasste Madonna aus dem Kreis der Bildhauers Johann Neudecker steht.
Das Uhrtürmchen ist eigentlich kein Turm, sondern vielmehr ein hohler Pfeiler, in dessen Innerem sich ein Schacht für die Gewichte einer Uhr befindet. Durch eine hohe Mauer über dem inneren Tor ist er seit Beginn des 18. Jahrhunderts mit dem Altbau verbunden. Sein oberstes Geschoss wird von der auf Konsolen vorkragenden Uhrstube eingenommen, die von einer Welschen Haube mit offener Laterne bedeckt ist. Anhand der Maueranker am Türmchen in Form der Jahreszahl 1709 ist der Abschluss der Umbauarbeiten überliefert.
Der viergeschossige Altbau präsentiert sich auf hohem Sockelgeschoss in schlichten Formen der Renaissance. Sein Kern besteht vermutlich aus dem Palas der einstigen Oberburg. Sein drittes Obergeschoss erhielt der verputzte Bruchsteinbau erst nachträglich, aber schon vor 1702. Die gleichmäßig angeordneten fünf Fensterachsen zur Hofseite sowie das schiefergedeckte Mansarddach sind auf die Baumaßnahmen zwischen 1707 und 1709 zurückzuführen. Über dem Oberlicht des Rundbogenportals findet sich das steinerne Wappen der Familie Veyder-Malberg, das sich ehemals am Arkadenbau befand. An der rückwärtigen, bis zu 2,20 Meter dicken nordwestlichen Außenmauer findet sich bis zur Höhe des zweiten Geschosses ein Aborterker. Der äußere Zustand des Gebäudes resultiert aus Restaurierungsarbeiten in den Jahren 1998 und 1999. Im Inneren entspricht der Zustand hingegen weitgehend dem nach dem Zweiten Weltkrieg. Von der ursprünglichen Einrichtung des 18. Jahrhunderts hat sich neben einigen Kaminen lediglich ein Steinofen erhalten, der zum Inventar der Küche im überwölbten Erdgeschoss gehörte.

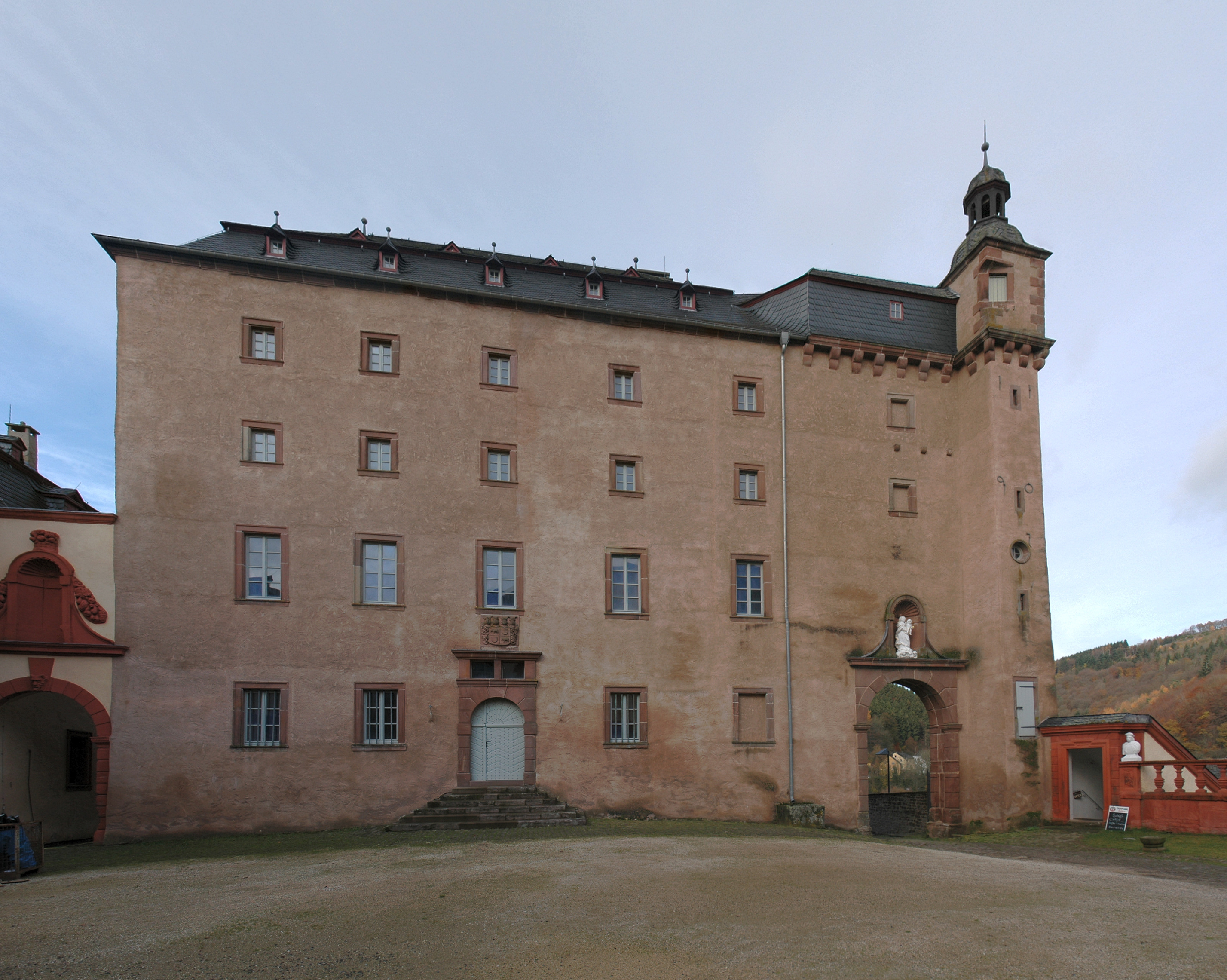
Hofseite des Altbaus samt innerem Tor und Uhrtürmchen
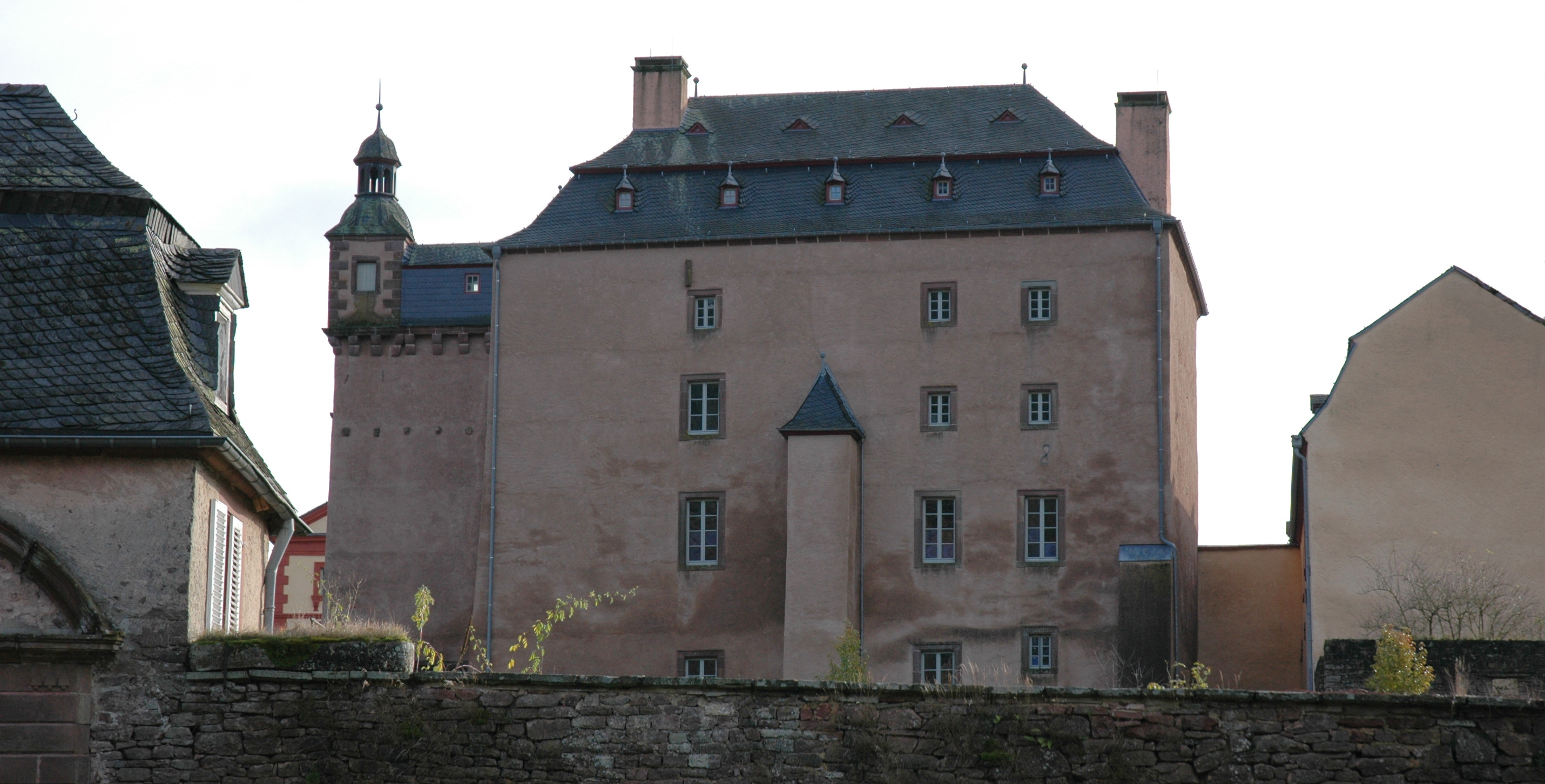
Nordseite des Altbaus
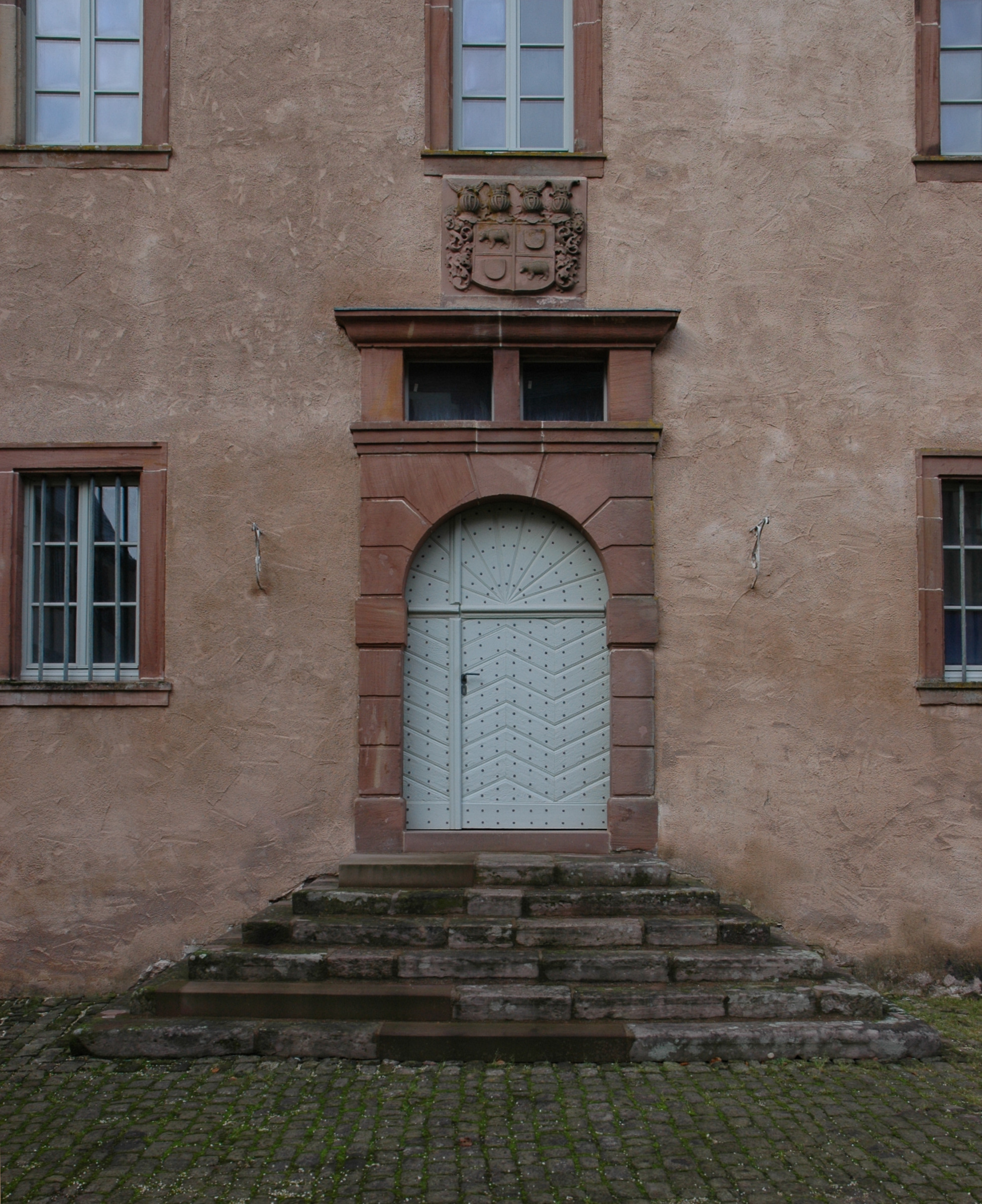
Portal des Altbaus mit darüberliegendem Wappen
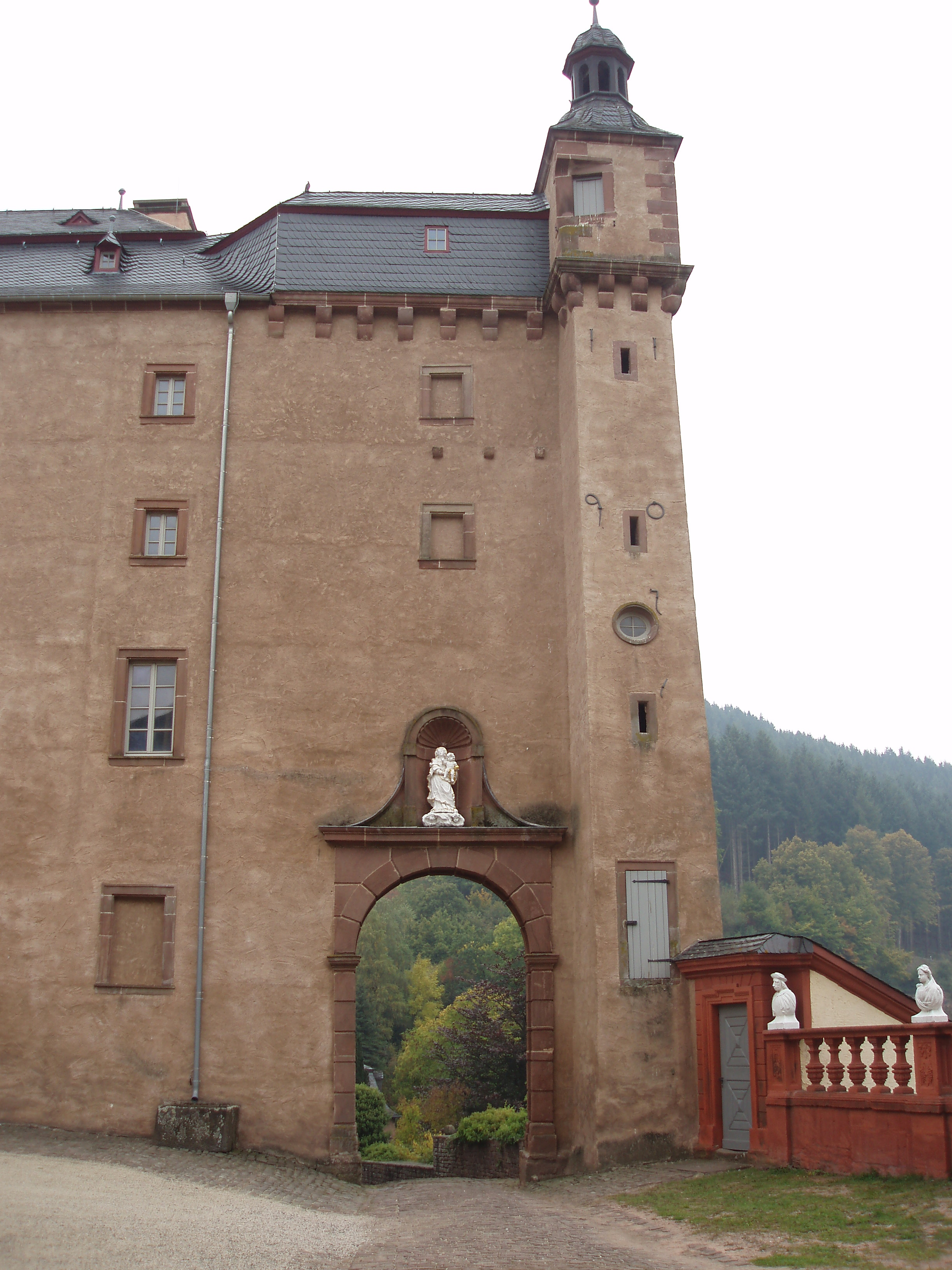
Das innere Tor und das Uhrtürmchen

### Arkadenbau

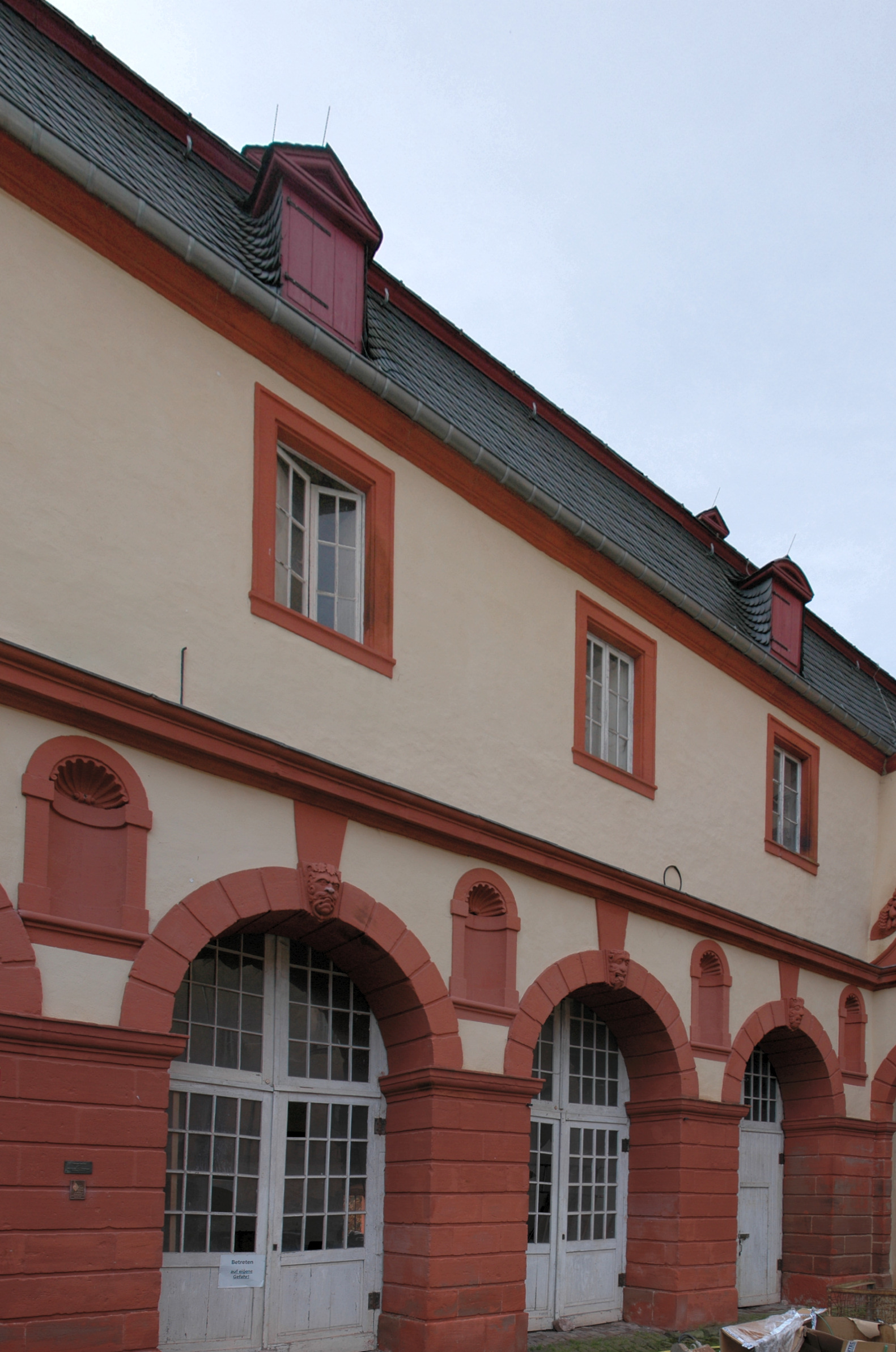
Arkadenbau

Der Arkadenbau verbindet den Altbau mit dem Neuen Haus. Maueranker in Form der Jahreszahl 1710 künden vom Beginn der Errichtungsarbeiten. Der Innenausbau war hingegen erst 1715 beendet. Im Erdgeschoss besitzt der Trakt hofseitig eine achtbogige Arkade, die namensgebend für das Gebäude war. Hinter dem ursprünglich offenen Bogengang befand sich die Remise, während das niedrige Obergeschoss zunächst als Heuboden, später dann zur Unterbringung von Pensionsgästen genutzt wurde. Die Keilsteine der Bögen zeigen Maskarone und verbinden die Arkade mit einem Gurtgesims. In den Zwickeln über den Pfeilern finden sich Muschelnischen.

### Neues Haus und Runder Garten
An der Südost-Seite des Schlosshofs steht das Neue Haus, ein Putzbau mit Hausteingliederung, der die barocke Nachahmung der von Andrea Palladio entworfenen Villa Valmarana in Bolzano Vicentino ist. Sein Mauerwerk wurde mit den Steinen des mittelalterlichen Wohnturmes errichtet. Die zweieinhalb Geschosse des Gebäudes sind von einem schiefergedeckten Walmdach abgeschlossen. Seine Fassaden sind durch Fenster mit Dreiecks- und Segmentgiebeln in neun Achsen unterteilt, wobei die aufwändigere Schauseite zum Schlosshof zeigt. Die südöstliche Gartenseite des Gebäudes ist wesentlich einfacher gehalten. Zur Hofseite besitzt das Haus zwei kurze Seitenrisalite mit Satteldächern und Eckquaderungen. Gesimse gliedern die Hoffassade in horizontaler Richtung, während Pilaster mit ionischen Kapitellen für eine vertikale Gliederung sorgen. Die drei mittleren Fensterachsen sind von einem Dreiecksgiebel bekrönt, wodurch ein Mittelrisalit angedeutet wird. Das in der Mittelachse liegende Portal besitzt einen Sprenggiebel als oberen Abschluss. Das Giebelfeld zeigt das Wappen des Bauherrn Johann Werner von Veyder. Sturz und rahmende Pilaster des Portals sind mit den Reliefs von Frucht- und Blumenwerk verziert.
Im Inneren ist die wandfeste Ausstattung des frühen 18. Jahrhunderts mit ihren Türen, Kaminen und Supraporten gut erhalten. So besitzt der Gartensalon eine Täfelung mit Intarsien aus wertvollen Holzarten. Die Zimmerfluchten zur Gartenseite im Erd- und Hauptgeschoss besitzen Stuckdecken mit Akanthusranken, Fruchtgirlanden und figürlichen Szenen. Ikonographisch interessant ist das Kaiserappartement. Der wahrscheinlich als Schlafzimmer dienende Raum ist an der Decke mit einem Habsburger Doppeladler geschmückt und besitzt ein Kaminrelief mit dem schlangenwürgenden Herkulesknaben; ein Bekenntnis der Treue Johann Werner von Veyders zu seinem Lehns- und Landesherrn Kaiser Karl VI. Außerdem sind trotz Verlusten durch Erbgang, Kriegseinwirkungen und einen Diebstahl im Jahr 1995 noch diverse Möbel aus dem 16. bis 19. Jahrhundert erhalten, so zum Beispiel ein Kölner Stollenschrank aus der Zeit um 1550 mit Reliefs der Anbetung der Heiligen Drei Könige. Von der Mitte des 18. Jahrhunderts über 80 Gemälde umfassenden Sammlung sind jedoch nur noch wenige Stücke vorhanden. Daneben haben sich noch acht bemalte Wandbespannungen aus der zweiten Hälfte des 18. Jahrhunderts mit Jagddarstellungen und Genreszenen erhalten, die der kunstsinnige Franz Moritz von Veyder um 1760 in der bekannten Frankfurter Manufaktur des Johann Andreas Nothnagel in Auftrag gab. Es handelt sich dabei vielleicht sogar um ein komplettes Ensemble, dessen höfische Szenen im 18. Jahrhundert sehr beliebt waren. Seit ihrer aufwändigen Instandsetzung, die durch Mittel der Stiftung Rheinland-Pfalz für Kultur finanziert wurde, hängen die Wandbespannungen wieder an ihrem angestammten Platz im großen Salon des ersten Obergeschosses.
Dem Neuen Haus schließt sich gartenseitig über die gesamte Gebäudebreite eine Terrasse an, deren zwei östliche Ecken von quadratischen Pavillons mit Mansarddächern markiert werden. Auf der Terrassenbalustrade stehen die in Bleiweiß gefassten Kopien zweier Statuen, deren Originale heute in der Schlosskapelle aufgestellt sind. Eine monumentale Freitreppe führt von der Terrasse in den von einer Brüstungsmauer eingefassten Runden Garten an der Südost-Seite der Schlossanlage. Den Namen verdankt er seinem Grundriss. In seiner Mitte steht ein Brunnen, dessen Becken ursprünglich im Speisezimmer stand und der 1777 an die jetzige Stelle versetzt wurde. Davon zeugen das von Veydersche Wappen und die Jahreszahl an der Rückseite.

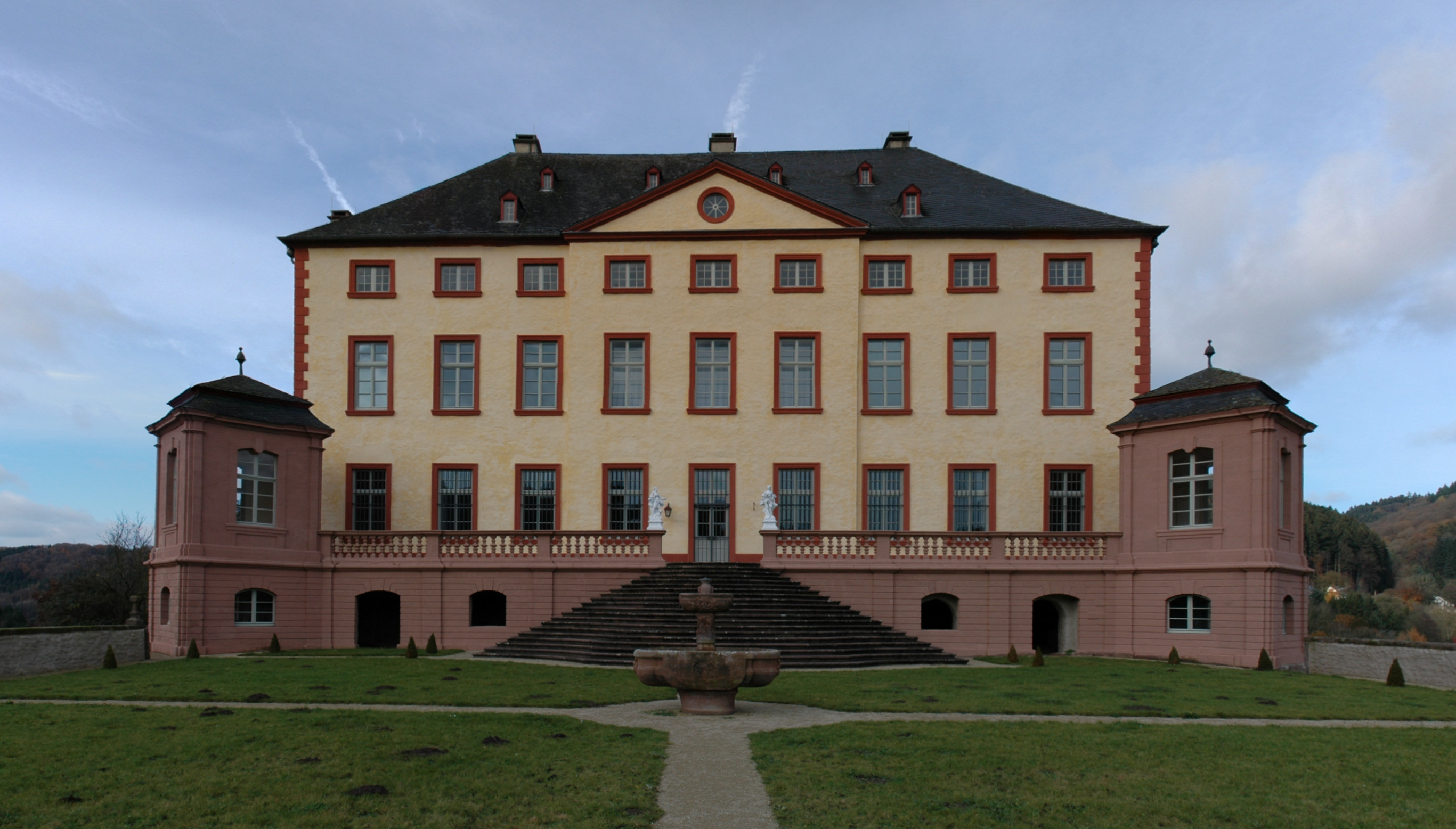
Gartenfassade des Neuen Hauses
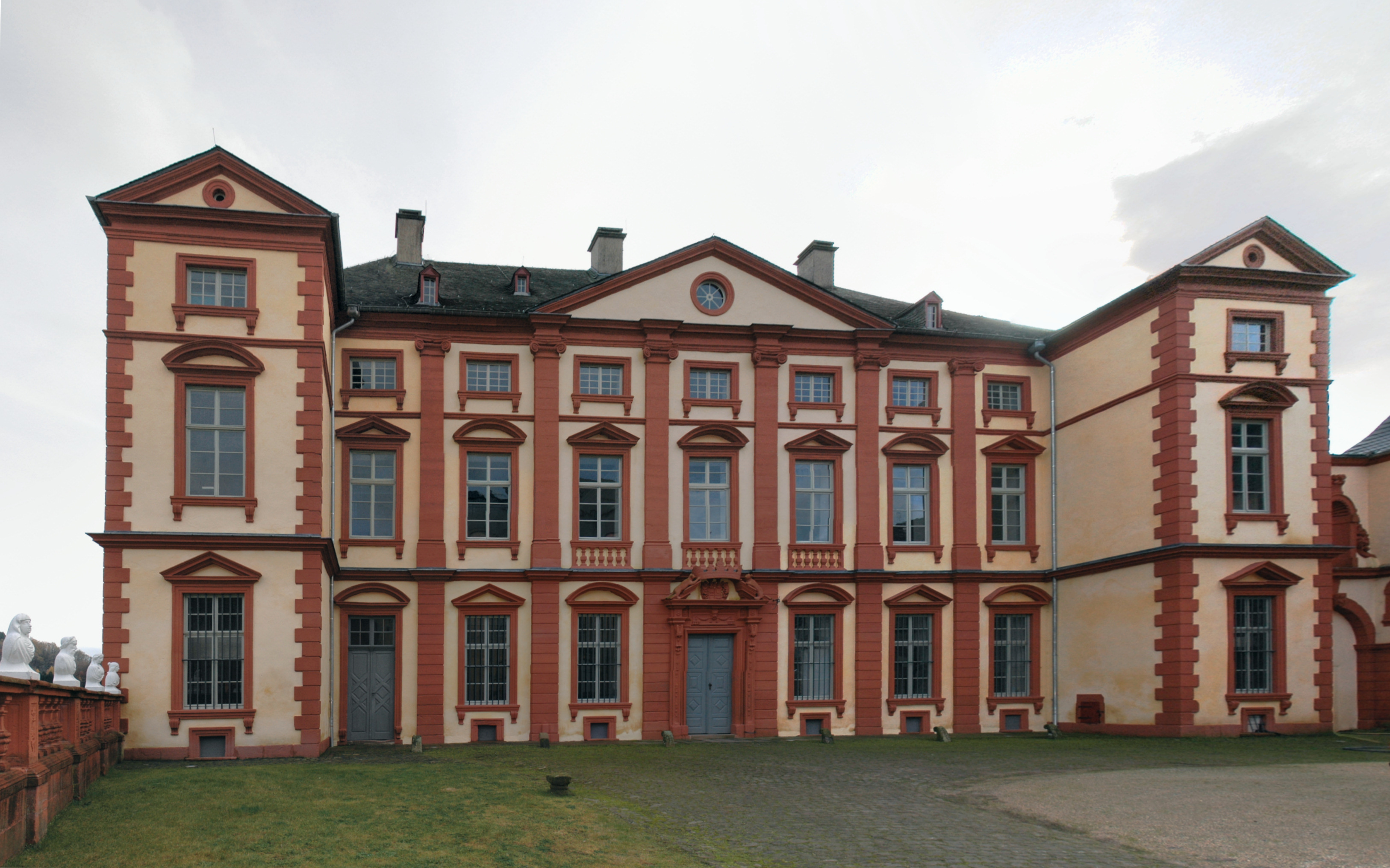
Hoffassade des Neuen Hauses
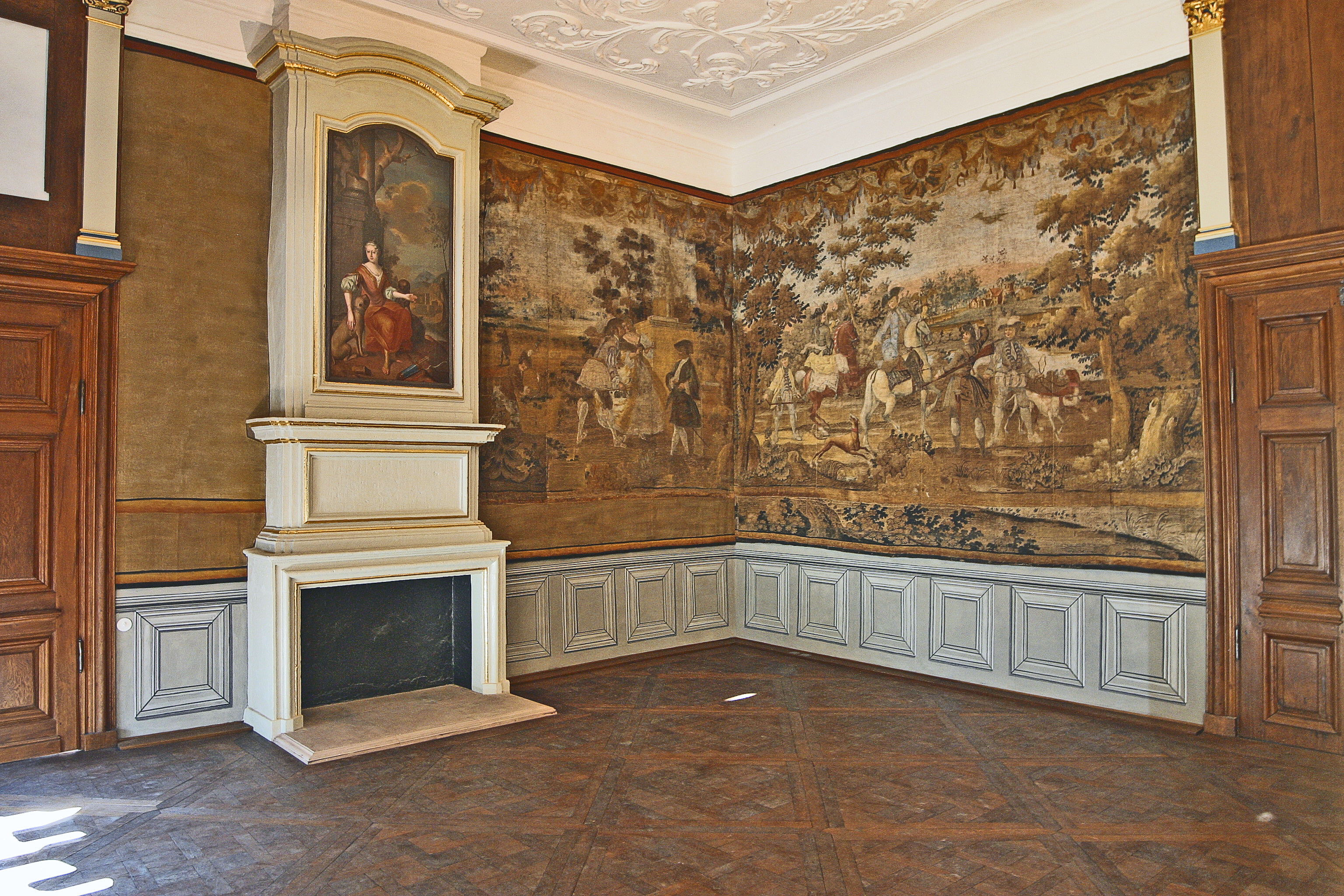
Wandbespannung, Motiv Falkenjagd
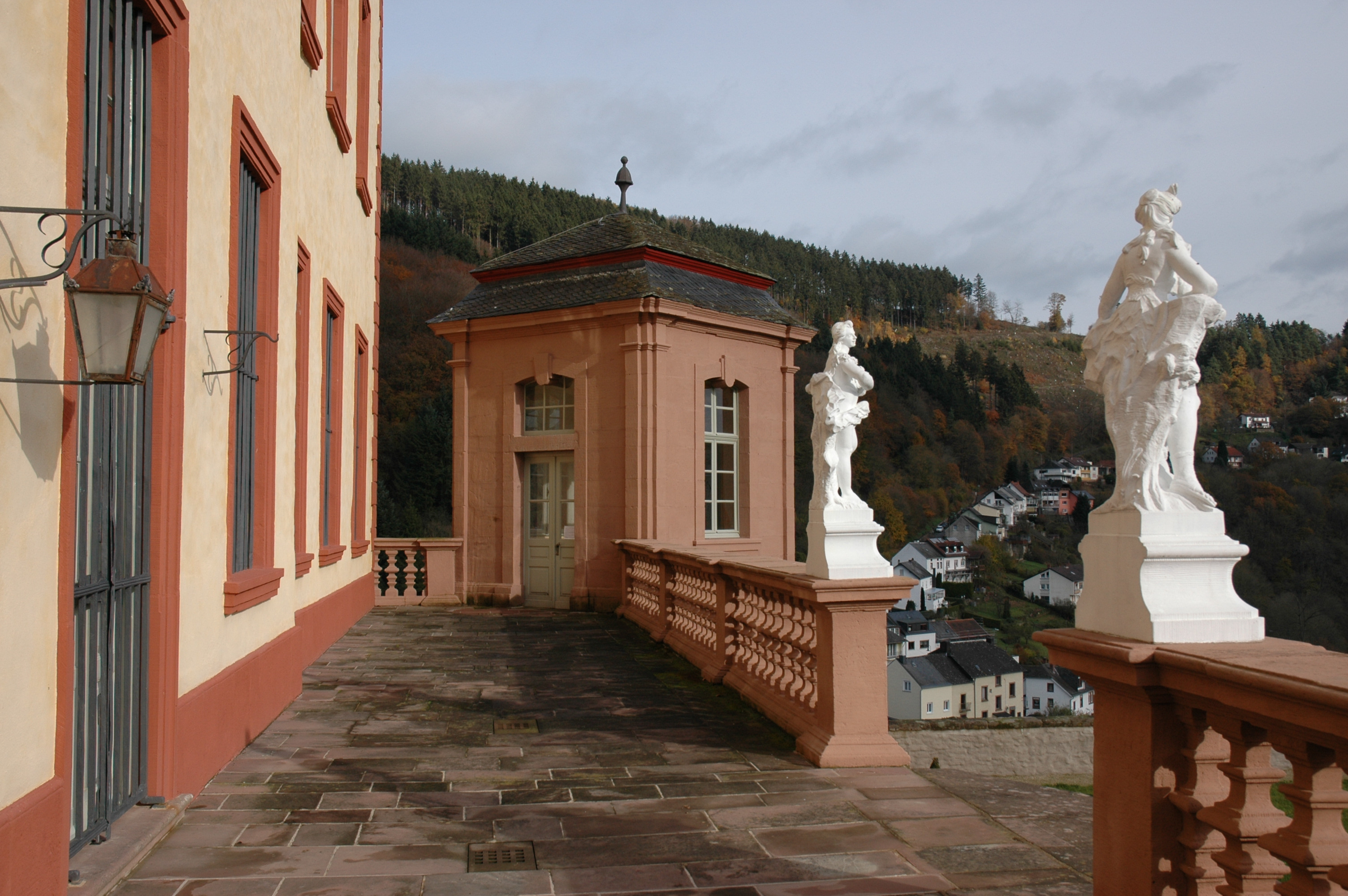
Terrasse mit Balustrade und nordöstlichem Pavillon
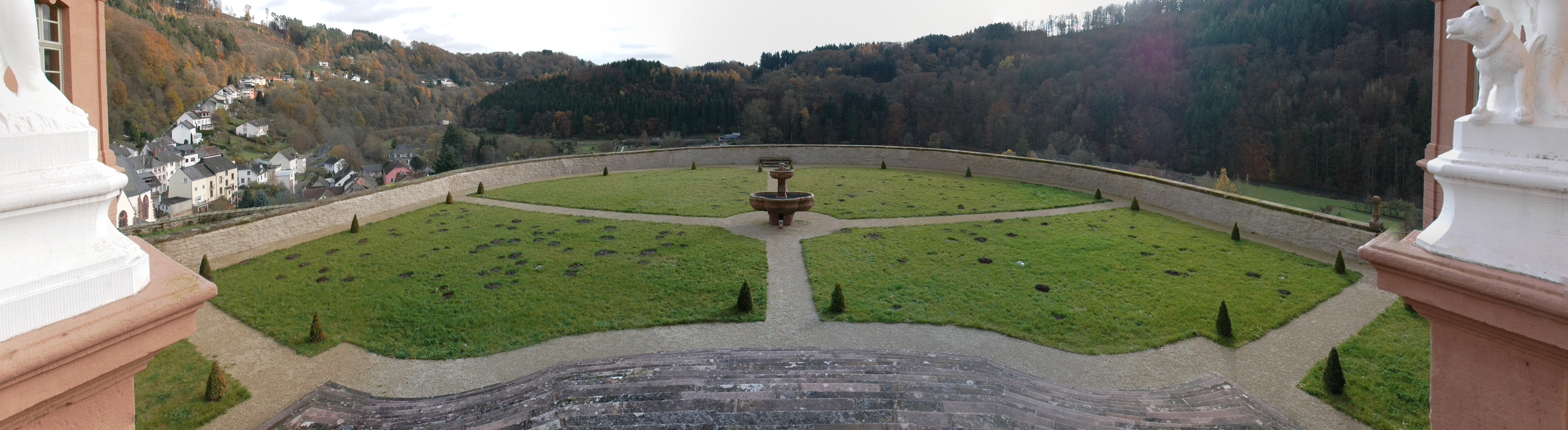
Panorama des Runden Gartens

### Schlosskapelle
Die 1714 fertiggestellte Schlosskapelle steht auf einer Terrasse an der nördlichen Seite des Schlossareals, die etwas niedriger liegt als das Hauptplateau mit Altbau und Neuem Haus. Der schlichte Saalbau aus Bruchstein ist der Heiligen Dreifaltigkeit und der Muttergottes geweiht. Noch bis 1904/05 diente er als Pfarrkirche. Altar, Beichtstühle und Opferstock wurden aber 1949 an die Sankt-Salvator-Basilika in Prüm abgegeben. Der Kirchenbau misst 7,75 Meter in der Breite und ist 28 Meter lang. Er besitzt ein Mansarddach mit sechsseitigem Dachreiter. Seine stirnseitige Fassade ist durch Pilaster vertikal gegliedert. Den Giebel schmücken zwei Voluten. Ein Triumphbogen im Chor stammt von 1912.
Im Inneren der Kapelle ist der wertvollste Kunstbesitz des Schlosses zu sehen: zehn Gartenskulpturen aus der Werkstatt des Rokokobildhauers Adam Ferdinand Tietz aus der Zeit von 1758 bis 1760. Tietz war der bedeutendste Bildhauer seiner Zeit in Südwestdeutschland, und schuf auch Skulpturenzyklen für den Trierer Palaisgarten, die Bamberger Residenz sowie den Skulpturenschmuck der Würzburger Residenz. Die Malberger Statuen sind Allegorien der Jahreszeiten oder zeigen Heroen und Halbgötter.

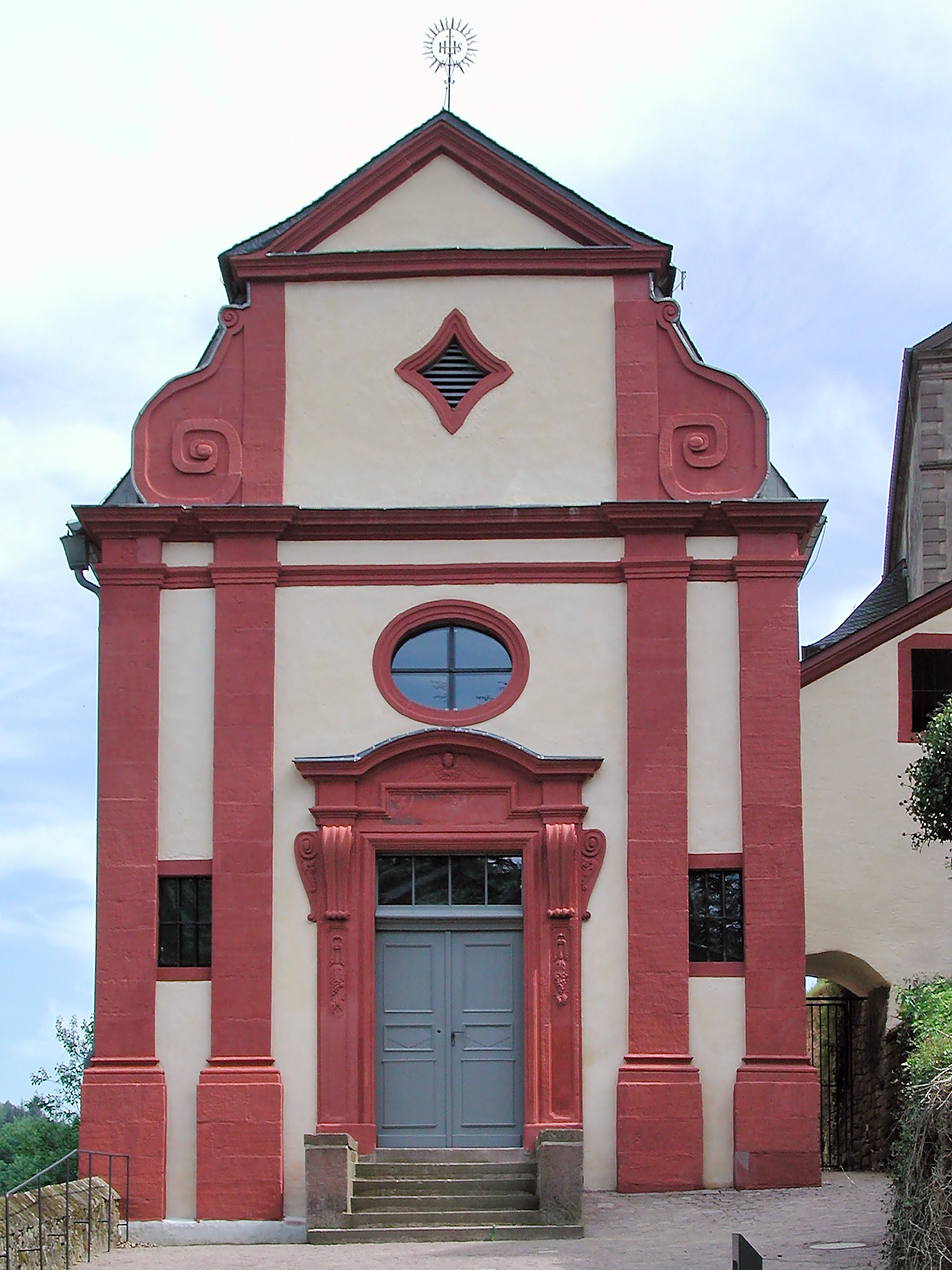
Fassade der Schlosskapelle
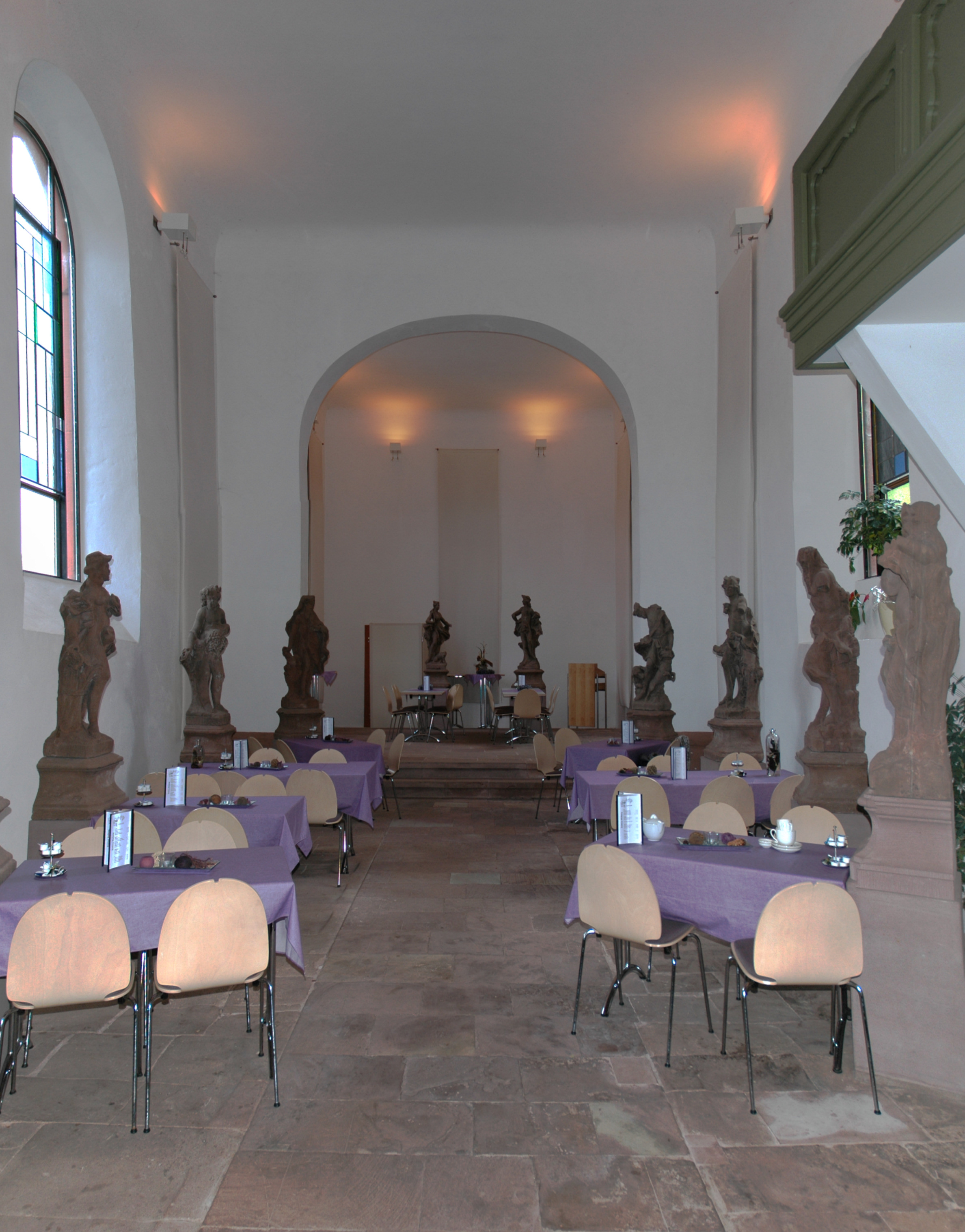
Innenansicht der Schlosskapelle mit den ausgestellten Tietz-Skulpturen
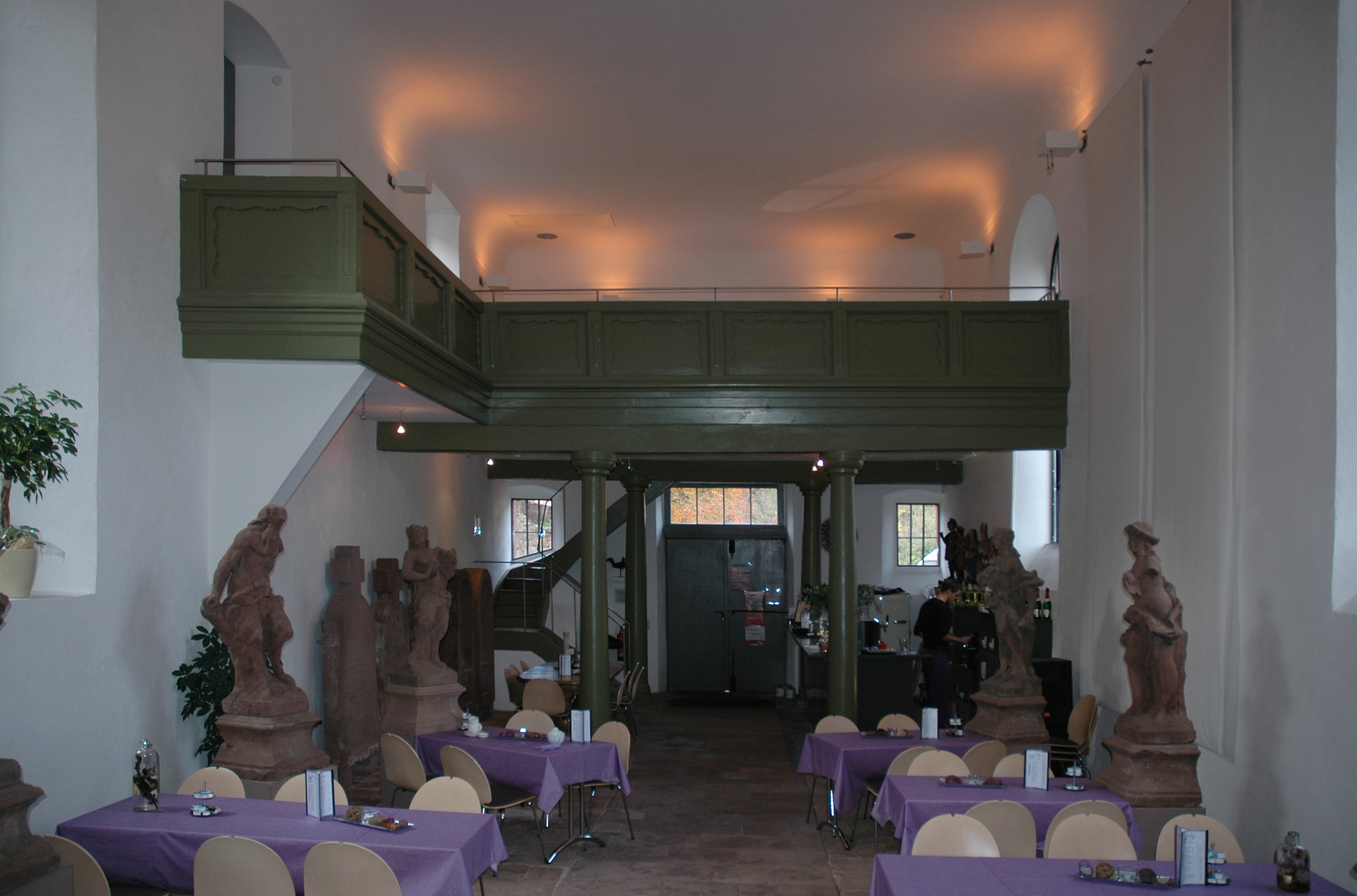
Ehemalige Herrschaftsempore in der Schlosskapelle